# Alto corso del Fiume Asinaro, Cava Piraro e Cava Carosello
Alto corso del Fiume Asinaro, Cava Piraro e Cava Carosello este o arie protejată (arie specială de conservare — SAC, sit de importanță comunitară — SCI) din Italia întinsă pe o suprafață de 2.327 ha, integral pe uscat.

## Localizare
Centrul sitului Alto corso del Fiume Asinaro, Cava Piraro e Cava Carosello este situat la coordonatele 36°56′24″N 15°01′01″E / 36.94°N 15.016944°E.

## Înființare
Situl Alto corso del Fiume Asinaro, Cava Piraro e Cava Carosello a fost declarat sit de importanță comunitară în septembrie 1995 pentru a proteja 2 specii de plante și 8 specii de animale. Situl a fost protejat și ca arie specială de conservare în decembrie 2017.

## Biodiversitate
Situată în ecoregiunea mediteraneană, aria protejată conține 9 habitate naturale: Tufărișuri termo-mediteraneene și de pre-deșert, Păduri de Quercus ilex și Quercus rotundifolia, Pante stâncoase calcaroase cu vegetație casmofită, Sarcopoterium spinosum phryganas, Pseudostepă cu ierburi și specii anuale de Thero-Brachypodietea, Păduri de Olea și Ceratonia, Păduri de Platanus orientalis și Liquidambar orientalis (Platanion orientalis), Peșteri inaccesibile publicului, Păduri de stejar alb estice.
La baza desemnării sitului se află mai multe specii protejate:
- plante (2): Dianthus rupicola, Ophrys lunulata
- păsări (6): Alectoris graeca whitakeri, fâsă-de-câmp (Anthus campestris), șerpar (Circaetus gallicus), Falco biarmicus, șoim călător (Falco peregrinus), acvilă pitică (Hieraaetus pennatus)
- reptile (2): țestoasă bănățeană (Testudo hermanni), elaphe situla (Zamenis situla)

Pe lângă speciile protejate, pe teritoriul sitului au mai fost identificate 36 de specii de plante, 5 specii de păsări, 3 specii de amfibieni, 1 specie de mamifere, 88 de specii de nevertebrate, 7 specii de reptile.